# Duranía
Duranía – miasto w Kolumbii, w departamencie Norte de Santander.